# Hiccoda pallida
Hiccoda pallida là một loài bướm đêm trong họ Noctuidae.